# 国内軍 (ポーランド)

国内軍の軍旗

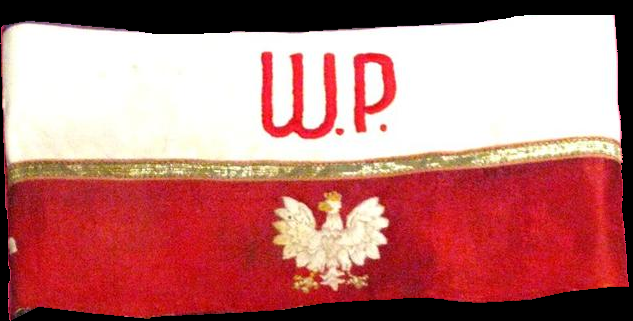
国内軍の腕章

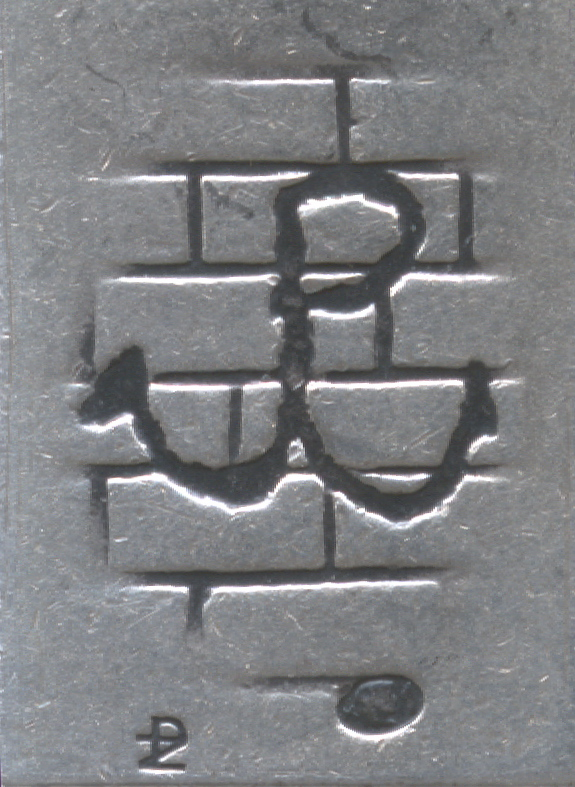
いかり
国内軍のシンボルの一つで、「Polska Walcząca（戦うポーランド）」の頭文字を図案化したものである。

国内軍（こくないぐん、ポーランド語: Armia Krajowa アルミア・クラヨーヴァ、略称: AK）は、第二次世界大戦中のポーランドで活動した、ナチス・ドイツの占領軍に対する抵抗組織である。1939年に編成されたポーランド勝利奉仕団を起源としている。1942年2月には武装闘争連合が形成され、続く2年間ポーランドの他の地下組織を統合し、赤軍がポーランド全土を占領してドイツ軍が排除された1945年1月に解散した。
国内軍は40万以上の構成員を有するポーランド最大かつ、大戦中の世界で2番目に大きなレジスタンス組織であった。ポーランド地下国家として知られるポーランド亡命政府指導下の文民抵抗組織と連携し、国内における武装抵抗運動を展開した。
国内軍の主な行動はドイツ本国から東部戦線に向かうドイツ側輸送機関へのサボタージュおよびドイツ軍に対するゲリラ攻撃である。1943年から1944年の「嵐」作戦では多数のドイツ軍部隊を足止めした。
国内軍を指揮するポーランド亡命政府は、ソビエト連邦が支援するポーランド国民解放委員会（ルブリン政権）と対立する関係にあり、ソ連からは敵性組織と見なされていた。そのため、残党の一部は解散後の1950年代後半まで対ソ抵抗運動を展開し、呪われた兵士とも呼ばれた。

## 歴史

### 第二次世界大戦

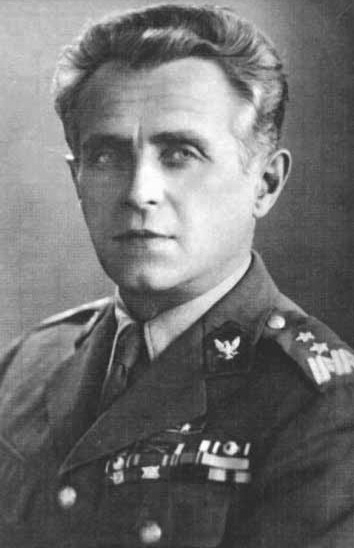
カラシェヴィチ＝トカジェフスキ

国内軍の母体は、ドイツのポーランド侵攻末期の1939年9月27日にミハウ・カラシェヴィチ＝トカジェフスキ中将が設置したポーランド勝利奉仕団（Służba Zwycięstwu Polski）である。7週間後の1939年11月17日には亡命政府首相兼軍最高司令官ヴワディスワフ・シコルスキ中将の命令によって武装闘争連合（Związek Walki Zbrojnej）となり、さらに2年後の1942年2月14日に国内軍（Armia Krajowa）となった。
ポーランド国内には他にもいくつかの抵抗組織が存在したが、その多くが国内軍に合流した。合流した組織には国民軍事組織（国民党系、1942年秋と1943年夏に部分的に）、国民同盟（戦前の与党のサナツィア系、1943年秋）、国民軍（国民党系の分派、1944年夏に部分的）、農民大隊（農民党系、部分的）、人民防衛隊（社会党系、1943年部分的）などがある。一方、国内軍に合流しなかった組織としては、共産主義者が組織した人民軍が知られる。
ステファン・ロヴェツキ少将（暗号名 Grot（矢じり））が最初の国内軍の指揮官となった。ロヴェツキが1943年に逮捕されると、タデウシュ・コモロフスキ少将（暗号名: Bór（森）)が後を継ぎ、さらにコモロフスキが1944年9月に逮捕された後、レオポルト・オクリツキ准将（暗号名 Niedźwiadek（小熊））が終戦まで組織を指揮した。

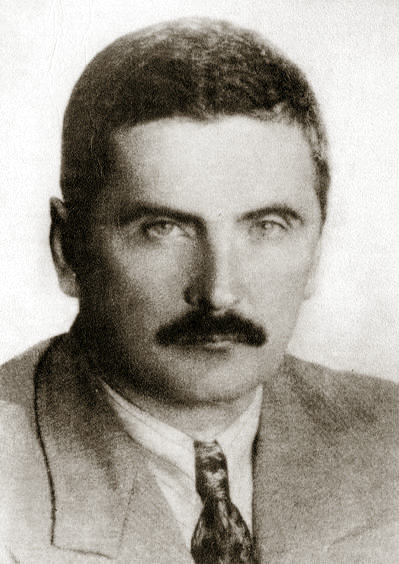
ロヴェツキ
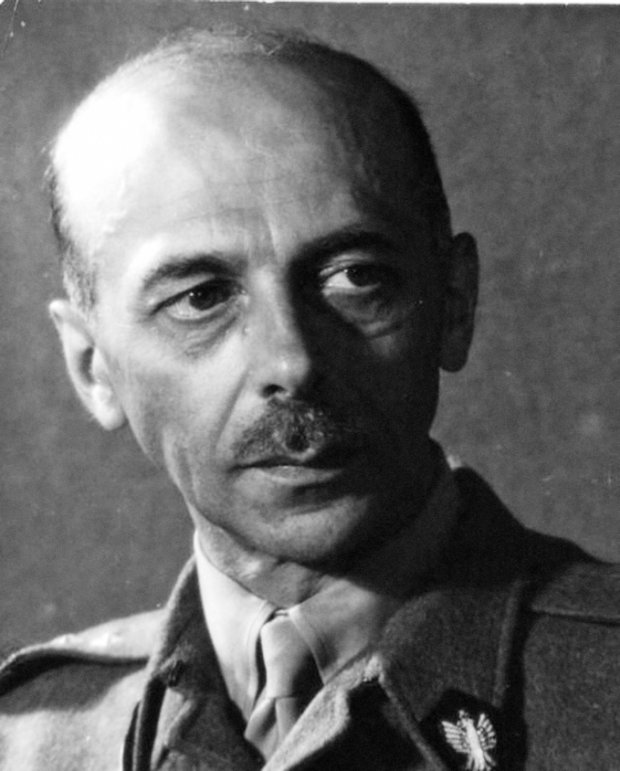
コモロフスキ
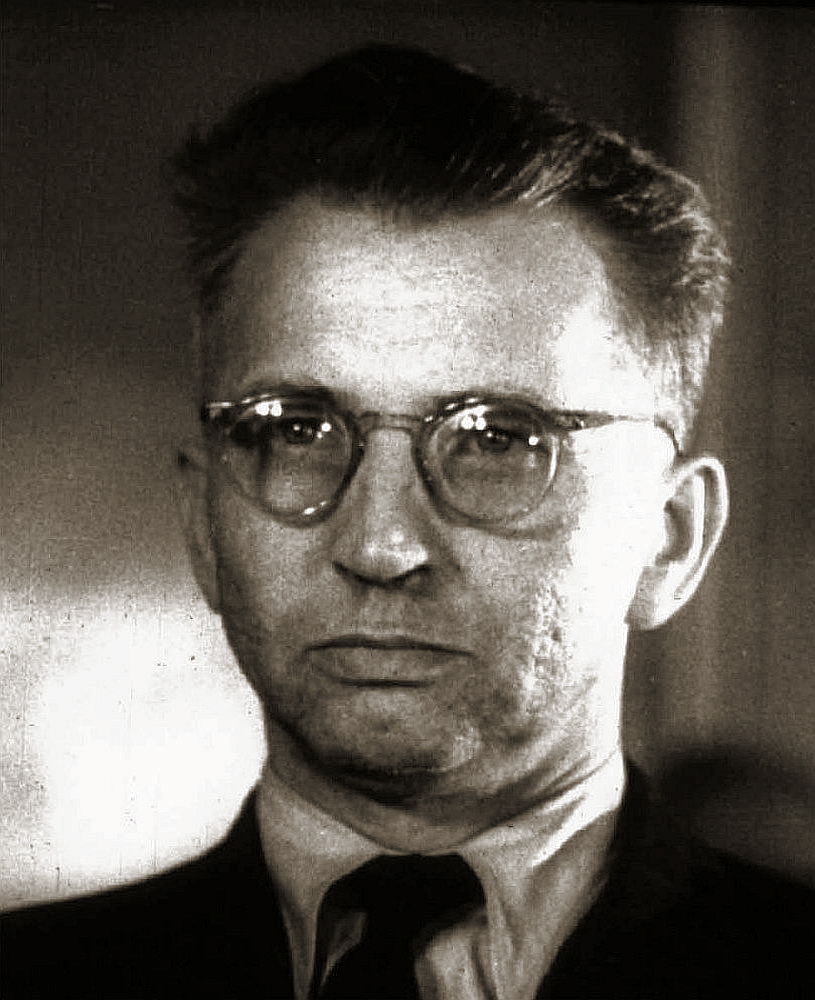
オクリツキ

国内軍はその活動期間を通じて、数多くのドイツ軍および警察部隊に対する襲撃、鉄道輸送網の破壊などのサボタージュ、および各種諜報活動を行った。また、ドイツ側がポーランド市民に行った暴政への報復として、ゲシュタポ高官の暗殺計画なども指揮した。
国内軍による諜報活動は、連合国に様々な情報をもたらした。例えば、V-1、V-2爆弾、ドイツの強制収容所についての情報などである。特に重要な国内軍による諜報作戦としては、ビッグ・ベン計画（モストIII作戦もしくはワイルドホルンIII作戦とも )が知られる。この作戦ではイタリアのブリンディジを離陸したイギリス空軍の双発輸送機ダコタがポーランド国内のドイツ軍の放棄された飛行場に着陸し、航空技術者アントニ・コツィアンらが調達した情報を回収した。この情報には、ペーネミュンデ陸軍兵器実験場から回収されたV-2テストロケットの残骸、特別報告書1/R. の.242ページ、様々なパーツ、図面などが含まれた

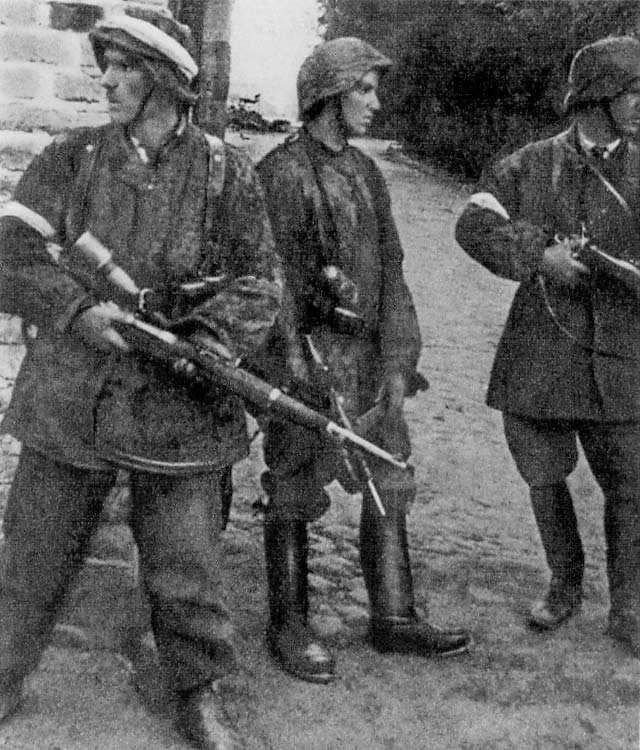
ワルシャワ蜂起における国内軍の兵士

1943年、ポーランド総督府とドイツに併合された地域の国境警備を担っている部隊への攻撃を目的とした「ベルト」作戦が発動される。1944年の「嵐」作戦は独ソ両軍が奪い合っていた地域を確保し、ソ連軍到達前にポーランド人による支配を確立することを目的とした大規模な蜂起計画であった。この最中に起こった戦いのうち、最も有名なものがワルシャワ蜂起である。ワルシャワ蜂起は1944年8月1日から始まり、国内軍は市内各地の拠点を確保した上、モルデハイ・アニェレヴィチ通りにあったゲンシュフカ監獄より数百人もの収容者を解放した。その後、国内軍は63日間抵抗を続けたものの、10月2日までに蜂起は鎮圧された。同様の蜂起にはヴィリニュスにおける「夜明けの門」作戦がある。
ポーランドの地下組織による枢軸国の犠牲者は、約15万人で、そのほとんどが国内軍によるものとされる。ただし、抵抗勢力による推定犠牲者は大きな誤差がある。国内軍は東部戦線とドイツ本国を結ぶドイツ軍の兵站線への攻撃を主な活動とした。国内軍の活動により、東部戦線へ送られるドイツ軍の輸送物資うち約1/8が破壊されるか大きく遅延した。国内軍は、特に1943年と1944年に大規模な戦闘をおこない、いくつかのドイツ軍の師団（人数にして約93万人）を釘付けにした。

### 戦後
1945年1月19日、ソビエト連邦との武力衝突と内戦を避ける為に国内軍の公的な解散が宣言される。しかし、実際には多くの部隊はその後も抵抗運動を継続した。
ソ連およびソ連に支援されたポーランドのポーランド国民解放委員会（ルブリン政権）は、ロンドンのポーランド亡命政府と対立する立場にあり、これに指導される国内軍等の地下組織も排除するべきと考えていた。のちにポーランド統一労働者党の書記長となるヴワディスワフ・ゴムウカは国内軍について「国内軍の兵士は慈悲をかけずに除去すべき抵抗組織だ。」と述べており、ポーランド統一労働者党の政治局員ロマン・ザンブロフスキは、国内軍を絶滅しろと語っていたという。
ソ連の脅威に対する部局としては1943年秋にNIEが設置されていた。この時点では、ポーランド亡命政府はルブリン政権との話し合いで決着を付けられると考えており、NIEに与えられた任務も武力闘争ではなく諜報活動の指揮であった。
1945年5月7日にNIEは解散し、国内軍事代表団となった。代表団は1945年8月6日に解散し、ポーランド領内での抵抗運動を停止した。

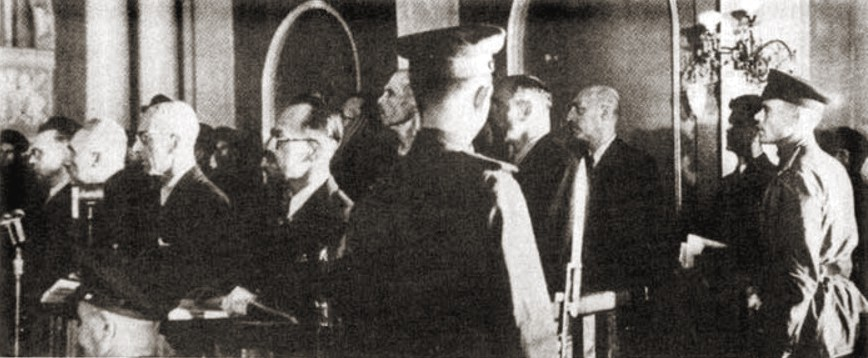
戦後モスクワにおける国内軍指導者の公開裁判

1944年7月に結成されたソ連の傀儡政権であるポーランド国民解放委員会は国内軍に対する司法権を放棄し、ソ連の内務人民委員部(NKVD)に類似した性格をもっていたが、一方で国内軍の扱い自体には慎重な姿勢をとっていた。終戦までに6万人の国内軍の兵士が拘束され、うち5万人がソ連国内のラーゲリへと送られた。こうした兵士のほとんどは、「嵐」作戦などの対独蜂起の最中にソ連側が逮捕した者であった。そのほか、恩赦を約束されながら、公職復帰を試みた後に改めて逮捕された者もいた。解放委員会が政権を確保した後の数年間、こうした国内軍に対する「裏切り」が続き、やがて国内軍兵士らは共産政府への不信を高めていった。
その後、国内軍に「自由と独立」(WiN)という部局が設置された。WiNの任務は国内軍兵士の社会復帰支援であったが、共産政府による迫害の最中ではいくらかの非合法活動も行われた。WiNは国内軍の元兵士の為の書類偽装や戦争被害者らへの援助の為に多くの活動資金を必要とした。しかし共産政府およびソ連当局によってその他の抵抗運動と共に敵対組織と指定され、資金供給を絶たれて力を失った。1945年後半、NKVDがポーランド国内での抵抗運動取り締まりの為に設置したポーランド公安省はWiNや国内軍の指導者らに対して国内軍兵士の特赦を約束し、それと引き換えに国内軍やWiNの内部情報を手に入れた。まもなくして数千人もの国内軍およびWiNのメンバーが逮捕され、組織は無力化された。1946年秋、国民軍の兵士100名から200名が当局に虐殺された。1947年、共産政府軍のある大佐は「レシュニはまだ残っているものの、テロリストおよび地下政治組織は今や脅威ではない」と宣言した。1952年、WiNは解散を余儀なくされた。
国内軍への迫害はポーランド共産政府のスターリン主義者の大きな目標の1つであった。1944年から1956年の期間、およそ200万人が逮捕され、2万人が殺害された。殺された者の中にはアウシュヴィッツ収容所の生還者、ヴィトルト・ピレツキが含まれる。これに加えて600万人のポーランドの市民（すなわちポーランド人の成人の1/3）が、国家による調査に抵抗したとして「反動的もしくは犯罪の要素あり」と分類された。その後、1956年の大赦により3万5千人の元国内軍兵士が釈放された。

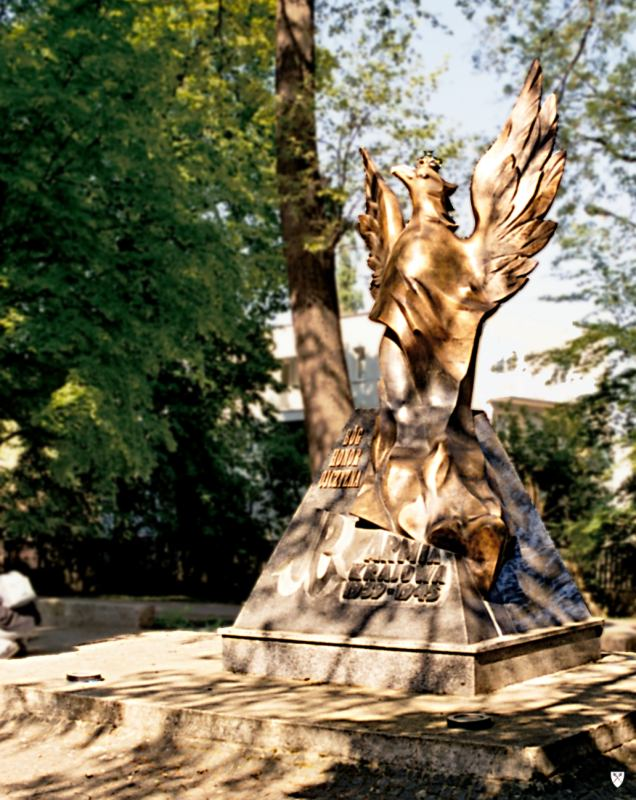
国内軍のモニュメント、ポーランド、ソポト

その一方で、農村部に残存していた一部のパルチザンにはコミュニティを再建する気がなく、あるいはできない状態でいた。彼らは、「呪われた兵士」として知られるようになる。スタニスワフ・マルヘフカ（暗号名 Ryba（魚）) は1957年に、最後の国内軍のパルチザン、ユゼフ・フランチャク（暗号名 Lalek（人形）) は1963年に殺害された。この時点で終戦から約20年が経過していた。それから4年後の1967年、国内軍の兵士でイギリスで訓練を受けた特殊部隊チホチェムニの元隊員アダム・ボリチカが釈放された。ポーランド共産政権の崩壊まで、国内軍のメンバーは秘密警察による監視の対象にされていた。共産政権崩壊後の1989年、ポーランドの裁判所は共産政権時代の国内軍兵士に対する判決が無効であると判断した。

## 組織構成と人員
国内軍の規模が最大となったのは、約40万人の兵士を有した1943年から1944年の夏にかけての期間である。1944年前半、AKの構成員の人数は25万人から40万人程度を推移し、上級幹部1万人程度を含めると、平均的には30万人程度であった。同調者は非常に多かったが、実際に戦闘に参加した構成員の数は多くなかった。国内軍はポーランドにおいて最大の抵抗運動であり、同時にユーゴスラビアのパルチザン（80万人以上）に次ぐ世界で2番目に大きい抵抗運動組織であった。戦時中の死者は3万4千から10万人とされ、戦後の犠牲者と投獄者が2万人から5万人とされる。
国内軍の実行部隊は、たくさんの部隊により構成される作戦司令部である。他のポーランドの地下組織の軍のほとんどは国内軍に合流した。これは以下のものを含む。
- 国民同盟  戦前の与党のサナツィア系
- 農民大隊 農民党の軍事組織
- 社会主義者戦闘組織 ポーランド社会党により設立された
- 国民軍事機構 国民党により設立された
- 戦うポーランド団  サナツィア系の国民統合陣営により設立された
- 国民軍 国民党系の分派により結成された

国内軍に参加することを拒否したグループで最大のものが、共産主義者が組織した「人民」軍であった。この組織は1944年に3万人の人数がいた.
AKはそれ自体、組織的に16の領域の部門に分けられ、さらに89のinspectoratesに細分された。これは更に278の地域から構成された。総司令部では国内軍の主任務は行動を起こすための準備と、ドイツの支配が終わった際に、勝利まで武装反乱を起こすことと定めた。その段階ではロンドンにあるポーランドの亡命政府の「代理」によるポーランドにおける統治能力の奪回を考え、亡命政府がポーランドに戻る事を想定した。
| 地域(Area)                                             | 区域(Districts)                                                         | コードネーム                                                                                    | 「嵐」作戦                                                                                |
| ------------------------------------------------------ | ----------------------------------------------------------------------- | ----------------------------------------------------------------------------------------------- | ----------------------------------------------------------------------------------------- |
| ワルシャワ地区 (Warsaw area) ワルシャワ ワシュチュ大佐 | 東 ワルシャワ-プラハ シェリガ大佐 (Hieronim Suszczyński)                | Struga（小川）, Krynica（源）, Gorzelnia（蒸留所）                                              | 第10歩兵師団                                                                              |
| ワルシャワ地区 (Warsaw area) ワルシャワ ワシュチュ大佐 | 西 ワルシャワ ロマン大佐                                                | Hallerowo （ハレロヴォ(pl:Hallerowo), Hajduki（ハイドゥク）, Cukrownia（製糖所）                | 第28歩兵師団                                                                              |
| ワルシャワ地区 (Warsaw area) ワルシャワ ワシュチュ大佐 | 北 ワルシャワ カジミェシュ中佐                                          | Olsztyn （オルシュティン）, pl:Tuchola）, Królewiec（カリーニングラード）, Garbarnia （製革所） | 第8歩兵師団                                                                               |
| 南東部地区 ルヴフ ヤンカ大佐                           | ルヴフ ルシニャ大佐 (Stefan Czerwiński)                                 | Dukat（ドゥカット金貨）, Lira（ライアー）, Promień（光線）                                      | 第5歩兵師団                                                                               |
| 南東部地区 ルヴフ ヤンカ大佐                           | スタニスワヴフ ジュラフ大尉                                             | Karaś (鯉), Struga（小川）, Światła（光）                                                       | 第11歩兵師団                                                                              |
| 南東部地区 ルヴフ ヤンカ大佐                           | タルノポル ザヴァツキ少佐 (Bronisław Zawadzki)                          | Komar（蚊）, Tarcza（盾）, Ton（音）                                                            | 第12歩兵師団                                                                              |
| 西部地区 ポズナン デンホフ大佐(Zygmunt Miłkowski)      | ポモージェ グディニャ ピョルン大佐(Janusz Pałubicki)                    | Borówki（ブルーベリー）, Pomnik（記念碑）                                                       |                                                                                           |
| 西部地区 ポズナン デンホフ大佐(Zygmunt Miłkowski)      | ポズナン コヴァルフカ大佐                                               | Pałac（宮殿）, Parcela（筋書き）                                                                |                                                                                           |
| 独立地区                                               | ヴィルノ ヴィルク大佐                                                   | Miód（蜜）, Wiano（持参金）                                                                     |                                                                                           |
| 独立地区                                               | ノヴォグルデク ボルスク中佐 (Janusz Szlaski)                            | Cyranka （シマアジ）, Nów （新月）                                                              | 国内軍ノヴォグルデク地区グループ                                                          |
| 独立地区                                               | ワルシャワ モンテル大佐                                                 | Drapacz（摩天楼）, Przystań（船着場）, Wydra（カワウソ）, Prom（連絡船）                        |                                                                                           |
| 独立地区                                               | ポレシェ ピンスク レシヌィ大佐                                          | Kwadra (弦), Twierdza（要塞）, Żuraw（鶴）                                                      | 第30歩兵師団                                                                              |
| 独立地区                                               | ヴォウィン ルヴネ ルボン大佐                                            | Hreczka（そば）, Konopie（麻）                                                                  | 第27歩兵師団                                                                              |
| 独立地区                                               | ビャウィストク ムシチスワフ大佐                                         | Lin（テンチ）, Czapla（サギ）, Pełnia（満月）                                                   | 第29歩兵師団                                                                              |
| 独立地区                                               | ルブリン マルチン大佐                                                   | Len（亜麻）, Salon（サロン）, Żyto（ライ麦）                                                    | 第3レギオン歩兵師団 第9歩兵師団                                                           |
| 独立地区                                               | クラクフ ルク大佐を含む複数の指揮官                                     | Gobelin（タペストリー）, Godło（紋章）, Muzeum（博物館）                                        | 第6歩兵師団 第106歩兵師団 第21歩兵師団 第22歩兵師団 第24歩兵師団 クラクフ自動車化騎兵旅団 |
| 独立地区                                               | シロンスク カトヴィツェ ジグムント大佐を含む複数の指揮官                | Kilof（つるはし）, Komin（煙突）, Kuźnia（鍛冶屋）, Serce（心臓）                               |                                                                                           |
| 独立地区                                               | キェルツェ＝ラドム キェルツェ、ラドム ミェチスワフ大佐 (Jan Zientarski) | Rolnik（農夫）, Jodła（樅）                                                                     | 第2レギオン歩兵師団 第7歩兵師団                                                           |
| 独立地区                                               | ウッチ グジェゴシュ大佐 (Michał Stempkowski)                            | Arka（箱舟）, Barka（はしけ）, Łania（雌鹿）                                                    | 第25歩兵師団 第26歩兵師団                                                                 |
| 海外地区                                               | ハンガリー ブダペスト コルコゾヴィチ中佐 (Jan Korkozowicz)              | Liszt リスト                                                                                    |                                                                                           |
| 海外地区                                               | 帝国 ベルリン                                                           | Blok （ブロック）                                                                               |                                                                                           |

上記の地域別区分のほか、国内軍は編成、情報・諜報、作戦・訓練、輸送、通信、情報・プロパガンダ、資金、の7部門に分割される。
国内軍関連の組織として、以下のものがあった。
- Kedyw - 第8の部門「特殊作戦」として知られていた
- Wachlarz - Kedyw の一部

## 武装と装備

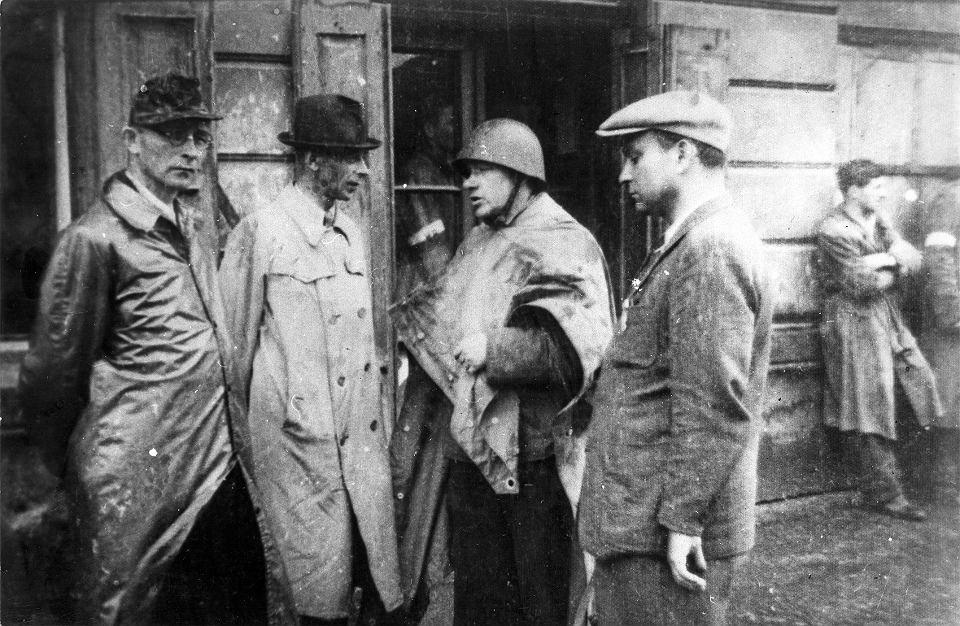
ワルシャワ蜂起での国内軍の司令部。左から2番目がタデウシュ・コモロフスキ。

何れの友軍からも1000km以上の距離がある敵の占領地で作戦を行う秘密軍組織であるため、国内軍は武器や装備など軍需物資の確保に関する特有の難問に直面する。国内軍はこれらの難問を克服し、十分な装備を整えた何万もの兵士を戦場に送ることができた。それでも、主力は軽装の歩兵であって、砲兵や戦車部隊や航空戦力による支援などは到底期待できるものではなかった（ワルシャワ蜂起での即製装甲車クブシュの様な一部の例外を除く）。これらの軽歩兵部隊の装備は雑多な火器が混在しており、大抵は部隊の一部のみを武装させることしかできなかった。
それとは対照的に、彼らの敵であるドイツ軍及び同盟国の各軍は、潤沢な武器と弾薬の補給を受け、常に十分な火力支援を得ることが可能であった。ドイツ軍は国内軍に対する優勢な情勢下で、破壊の限りを尽くした。この破壊は、実行中の作戦に大きな制限をかけた。
国内軍の武器と装備は主に4つのルートで手に入れていた。1つ目は1939年のポーランド侵攻時に撤退するポーランド軍が隠匿した武器、2つ目はドイツ軍及び同盟国の各軍から購入もしくは捕獲した武器、3つ目は国内軍自体が密造した武器、4つ目は連合国の航空機から投下された武器である。
1939年に隠匿された装備から、国内軍は614丁の重機関銃、1193丁の軽機関銃、33052丁のライフル、6732丁の拳銃、28門の軽対戦車野砲、25丁の対戦車ライフル、43,154発の手榴弾を獲得した。しかし、戦闘の混乱の中では単に埋めることしか出来ず、保管環境の悪さから大部分の武器はすっかり腐食していた。これらの武器は1944年の「嵐」作戦の準備に掘り出されたが、30%のみが利用可能であった。
ドイツ軍兵士から購入した武器は「草の根」レベルの取引であった。購入は個々の部隊により行われ、時には個人レベルで行われた。ドイツの勝利の可能性が減り、ドイツ軍の士気が低下したため、武器を売りたいと言う兵士の数は次第に増加し、この購入源は次第に重要となった。そのような購入は高いリスクもあった。ゲシュタポは闇市場における武器流出を気にしており、おとり捜査によりそれらを確認しようとした。これらの取引のほとんどは個人装備に限定されていたが、まれに軽機関銃や重機関銃を手に入れることができた。ポーランドに駐留したイタリアやハンガリーの部隊との交渉はもっと簡単であった。彼らがドイツ軍にその取引を隠せる状況であるなら、ポーランドの地下組織に武器を喜んで売っていた。

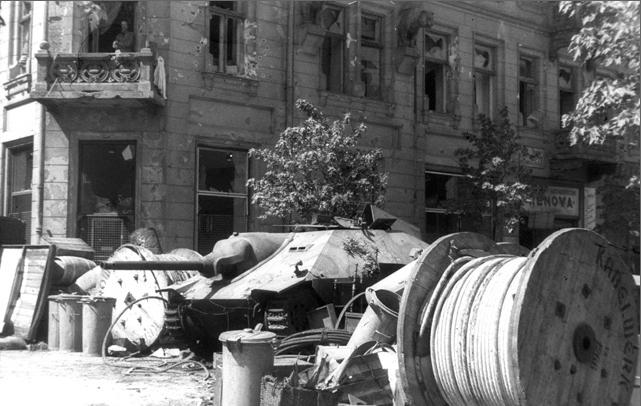
ワルシャワ蜂起でのナポレオンスクエア。写真のヘッツァー駆逐戦車は国内軍に鹵獲されたもの。

ドイツ軍から兵器を鹵獲する際、国内軍はしばしば前線や各地の検問所及び憲兵詰所に装備品を送り届けるドイツ軍の輸送列車を襲撃した。時には、町に立っている個々のドイツ兵から武器を奪った。ワルシャワ蜂起では、国内軍はドイツ軍の戦車を捕獲している。
武器の密造は、ドイツの軍需工場のポーランド人労働者達が秘密工場にて行った。この方法で、国内軍は短機関銃（イギリスのステンガンのコピー、ポーランド製のブウィスカヴィツァやKIS）や拳銃（VIS）、火炎放射器、爆薬、地雷、手榴弾（フィリピンカやシドルフカ）を手に入れた。数百人がこの密造に関与した。
最後の入手方法は、連合国の航空機による投下である。これは、魅力的で役に立つ装備、たとえば、プラスチック爆弾、対戦車兵器（PIAT等）を手に入れる唯一の方法であった。第二次世界大戦中、連合国は600.9トンの物資を485機の航空機によってポーランドへと投下した。これらの作戦中70機の航空機と62人の人員（そのうち28人がポーランド人）が失われた。また、連合国は装備と共に亡命ポーランド軍がイギリスにて編成した特殊部隊チホチェムニ(Cichociemni、ポーランド語で「闇と沈黙」の意味)」の316人を落下傘で降下させた。ただし、ポーランドはイギリス及び地中海の基地から大きく離れており、また政治的な支援が熱心に行われなかったため、これらの空輸はフランスやユーゴスラビアの抵抗運動に対する支援に比べると極めて小規模なものであった。

## 他の組織との関係

### ユダヤ人との関係
1942年2月、国内軍の情報及び宣伝局の作戦指揮官はユダヤ人問題に関する部門を立ち上げ、ヘンリク・ヴォリンスキの指揮下においた。この部門は、ユダヤ人の状況に関するデータを集め、レポートを作成し、ロンドンに情報を送った。また、この部門はポーランドとユダヤ人の軍事組織の間のコンタクトを管理した。また、国内軍はユダヤ人に対する支援組織も創設した。国内軍は、その指揮官にユダヤ人を少数（約1千人）しか受け入れなかった。これは、ユダヤ人はナチスに簡単に認識されることが原因で、通常ユダヤ人の志願者を断っていたためである。
国内軍の一員だったヴィトルト・ピレツキは、アウシュヴィッツ＝ビルケナウ強制収容所に投獄されることを志願した唯一の人間であった。彼が集めた情報は、ユダヤ人たちの運命を西側の連合国に知らせる上で非常に重要なものだったことが判明している。
国内軍はワルシャワ・ゲットーに60丁の拳銃と、数百個の手榴弾、弾薬や爆薬を提供した。1943年のワルシャワ・ゲットー蜂起では、国内軍の部隊はゲットーの境界の壁を2回破壊することを試み、ゲットーの外の壁近くにおいて、人民親衛隊 (Gwardia Ludowa, GL) の部隊と共同で、ドイツ軍の治安部隊に対し散発的な攻撃を行った。国内軍の部隊のひとつである、ヘンリク・イヴァンスキ指揮下の部隊である国家治安部隊はユダヤ人軍事連合とユダヤ人戦闘機構のユダヤ人の戦力と共にゲットーの中に入って戦闘を実際に行った。
一部の歴史家はナチスと共同した国内軍はホロコーストに「大きく汚染されていない」と述べるが、国内軍のメンバーの犯罪の告発や、反ユダヤの暴力がこれらの時代頻繁に生じており、一部の文献は国内軍を反ユダヤ組織として指定し続けている。この問題は議論の対象となっており、難しい問題でもある。

### リトアニアとの関係

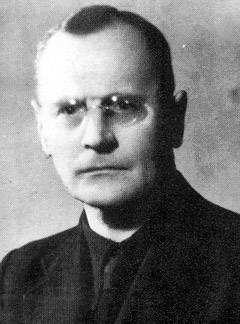
アレクサンドル・クジジャノフスキ、ヴィルノ(現在のビリニュス)地区の国内軍の司令官

リトアニアとポーランドの間の関係は大戦間の期間に既に緊張しきっていたが、戦争中に、対立が更に激化した。リトアニアとポーランドの抵抗運動は同じ敵、ナチスドイツとソビエト連邦を相手にしていたが、戦争中に同盟することは決してなかった。連合を組む際に一番の問題となったものは、ヴィリニュスに関連する領土の問題であった。1944年から1945年までのソビエト軍の再占領後、リトアニアとポーランドの抵抗組織はソビエトの支配に対して協力して活動を開始した。
一部のリトアニア人はドイツによる曖昧な自治権の約束を得ており、ドイツの占領期間中はポーランドに対してナチスと協力して事にあたっていた。1943年秋、国内軍はリトアニア人のナチスへの協力者、特にリトアニア秘密警察に対する作戦を開始した。そして、1944年の前半のみでリトアニア人の警察官と他の協力者の数百人を殺害した。その報復に、1941年から数百人のポーランドの市民を殺害してきたリトアニア警察は、ポーランド人への締め付けを強化した。これにより、ドイツの占領下で低レベルの内戦が起こされた。これは、グリティシュケスとドゥビンゲイの村におけるポーランド人とリトアニア人の市民の虐殺で幕を閉じた。
国内軍のリトアニアにおける活動の戦後における評価は議論を呼んでいる。ソビエトの支配下のリトアニアにおいて、国内軍はテロ組織として扱われた。そのリトアニアでの活動は1993年の特別リトアニア政府委員会により調査された。最近、ポーランドとリトアニアの歴史家は、個々のイベントに対しては異なる見解を持っているが、いくつかの妥協点にたどり着こうとしている。

### ソビエト連邦との関係
国内軍とソビエトとの関係は完全に悪化の道をたどっていた。ソビエト連邦は1939年にドイツと一緒にポーランドに侵攻したのみでなく、ドイツのソビエト侵攻後は、ソビエトは亡命政府に忠実なポーランド抵抗運動を潜在的な同盟相手ではなく、戦後のポーランド支配の計画における敵とみなしていた。1943年6月22日のモスクワからの指令では、ソビエトのパルチザンはポーランドのパルチザン相手に戦闘を起こすように指示され、実際、彼らはドイツ軍に対してより頻繁にポーランド人を攻撃した。同様にソ連軍とソ連秘密警察は、「嵐」作戦の間もしくはその直後に、国内軍に対する作戦を行なった。この「嵐」作戦は、ポーランドがソビエト軍と共同で撤退するドイツ軍に対して計画した武装蜂起で、ポーランドが自分の領土に対して領有権を主張するために起こしたものであった。しかし、「嵐」作戦の考えの様な戦後独立したポーランドが再度登場しないことを確実にするというスターリンの目標は、最初から決まったものであった。
1943年終わり、国内軍を排除するように指示を受けたソビエトパルチザンの行動は、国内軍とドイツ軍の一部の部隊間の不安定で限定的な協調を作り出した。国内軍はドイツを敵とみなしドイツに対する様々な作戦を行なっていた一方で、ドイツ軍はソビエト軍に対抗するために国内軍に武器と物資を提供することを提案し、ノヴォグルデクとヴィルノの一部のポーランドの部隊はその申し出を受け入れた。しかし、その様な手配は単に戦術的なもので、フランスのヴィシー政権やノルウェーのクヴィスリング政権 や近くにあったウクライナの国家主義組織のようなイデオロギー的な結びつきではなかった。ポーランド人の主な動機は、ドイツ軍の士気や装備の情報を得て、必要な武器を入手することであった。ポーランドとドイツの共同作戦に関しては知られていない。ドイツ軍はポーランド人をソビエトのパルチザンのみを相手に戦わせることに失敗した。そうであるため、その様な局所的なドイツ軍との協調のほとんどは国内軍の総司令部により無効であるとされた。
タデウシュ・ピョトロフスキはヨーゼフ・ロートシルトの言葉を引用して言った。「ポーランドの国内軍は全体的に協力により汚点は生じていない。」更に加えて「全体としての国内軍の誇りは非難されるものではない。」
1944年、東部戦線の前線がポーランド領内に入ると、国内軍はソビエトとの間の確信性の低い約束を果たした。国内軍はソビエト軍部隊の偵察を助け、暴動を組織し、都市の解放に協力した（例えば「夜明けの門」作戦）。それらの後、国内軍の部隊は拘束され、投獄され、処刑された。